# Osteocephalus subtilis
Osteocephalus subtilis är en groddjursart som beskrevs av Martins och Cardoso 1987. Osteocephalus subtilis ingår i släktet Osteocephalus och familjen lövgrodor. IUCN kategoriserar arten globalt som livskraftig. Inga underarter finns listade i Catalogue of Life.